# Alexandru Sirițeanu
Alexandru Sirițeanu (* 16. April 1984 in Iași) ist ein ehemaliger rumänischer Säbelfechter.

## Erfolge
Alexandru Sirițeanu wurde 2009 in Plowdiw und 2012 in Legnano mit der Mannschaft Vizeeuropameister. Bereits 2005 hatte er mit ihr in Zalaegerszeg Bronze gewonnen. Bei den Olympischen Spielen 2012 zog er in London mit der Mannschaft nach Siegen über China und Russland ins Finalgefecht ein, in dem die rumänische Equipe Südkorea mit 26:45 unterlag. Gemeinsam mit Rareș Dumitrescu, Florin Zalomir und Tiberiu Dolniceanu erhielt Sirițeanu, der im Finale zu seinem einzigen Turniereinsatz kam, somit die Silbermedaille. Nach den Spielen beendete er seine Karriere.